# 張靜江
张静江（1877年9月19日—1950年9月3日），谱名增澄，字静江、人杰，号饮光、卧禅，浙江乌程（今浙江南浔）人，為中國國民黨四大元老之一，是第一任中國國民黨中央執行委員會常務委員會主席、中国国民党第二任领导人，历任浙江省政府主席、总统府资政。

## 生平

### 早年：南浔的豪门子弟

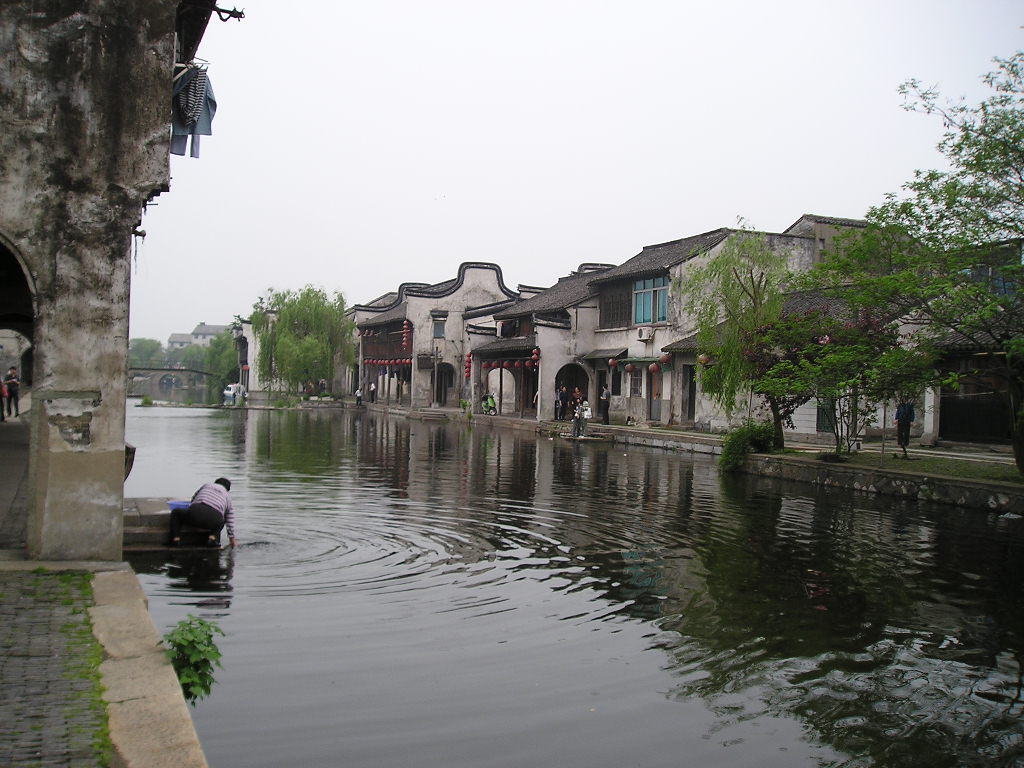
南浔张静江故居附近的一条街道

张静江家族原籍安徽省徽州府休宁县，在明末为避战乱，一支迁居到浙江，到清康熙年间，开始定居在浙江省湖州府乌程县南浔镇（今湖州市南浔区）。张静江的祖父张颂贤是江南巨富，往返于南浔、上海与杭州三地，经营辑里丝出口和两浙盐业，聚敛的资财超过一千万两白银，号称南浔“四象”之一（南浔人按照家财多少，分别将富户称为“大象”、“牛”和“小黄狗”，镇上共有“四象八牛七十二墩小黄狗”，四象为刘、张、庞、顾四家）。张静江的父亲张宝善（1856年—1926年）是张颂贤的次子，因为长兄张宝庆体弱多病，接续张颂贤经营庞大的家族生意，还利用家族业盐的优势，进一步开设众多的酱园。张静江的外祖父庞云鏳（1833年—1889年）也是南浔“四象”之一，不仅经营生丝出口，也涉足军火行业；张静江的两个舅舅庞莱臣和庞青城均是文化名人。
张静江共有兄弟七人（张弁群、张静江、张澹如、张墨耕、张让之、张久香、张镜芙），他排行第二，1877年（清光绪三年）9月19日，出生于南浔镇东大街的尊德堂（张颂贤府第）。张静江少年时，“性殊顽劣，而智异常童。”他爱好围棋和骑马，常在故乡南浔狭窄的街巷中纵马疾驰。而且性好交友，喜冒险，因而自号“人杰”。
1895年（光绪二十一年），18岁的张静江罹患骨痛症，成为跛足，行走不便；不久又害眼病，视力大受影响，因此父亲同意他放弃参加科举考试，改而钻研书画，书法模仿李邕（李北海）、赵孟頫，绘画模仿董其昌、王鉴。1896年，张静江既然科举无望，他的父亲张宝善于是捐银十万两，为19岁的张静江捐得一个江苏省候补道员头衔。并且在同年，张静江得以门当户对地与苏州籍人士、山东学台姚菊岐之女姚蕙结为夫妇。姚蕙生长于书香世家，擅长中国古典文学。张静江成婚后，住在尊德堂后院的一栋建筑在高台上的洋楼里，东面有一个网球场和荷花池。而其他兄弟和父母都住在前面旧式的新宅院和老宅院里。不过张静江青年时代居住的洋楼已于1938年被日军焚毁，只有老宅院幸存下来，作为张静江旧居开放。

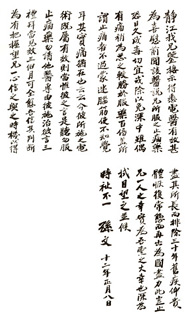
1923年1月8日，孫中山致张静江的手书

### 1902—1911年：巴黎经商与资助孙文
1900年，张静江随岳父姚菊岐前往北京，在黄思永家举办的筵席上结识了军机大臣李鸿藻的儿子李石曾。1902年（光绪二十八年），张静江听说了李石曾将要随同清廷驻法公使孙宝琦出使法国的消息，于是通过李石曾的说情，也获得了一等商务参赞的随员身份。10月14日，他乘上法国邮轮安南号离开上海，一个多月后到达法国马赛，再换乘火车，于12月17日抵达巴黎。李石曾到法国后进入大学深造，而张静江则热衷于贸易，次年即在巴黎马德兰广场4号开设通运公司，开中国人在法国办公司的先河。通运公司经营中国生丝、茶叶及古董，张静江凭借家族的经商传统和自己在古玩字画方面的知识，迅速在中法贸易中积累财富，又在英國伦敦、美國纽约设立了分公司，“获利之巨，无法估计”。
1905年，由于吴稚晖的拜访，张静江接受了无政府主义思想的影响，思想激进，推崇无政府、无家庭、无宗教主张，表示“世人过分重视性的关系，最为错误。盖社会所以划分男女关系，如此明显，乃传统的习惯使然，而种种罪恶即缘是产生。此种习惯未尝不可改革，譬如我们的手可行握手礼，口可以行接吻礼，则性的关系又何尝不可用以行礼乎？”因此和吴稚晖、李石曾被称为旅法华人中的“三剑客”。“1906年底，他们三人又和蔡元培在巴黎创建了世界社，1907年又出版《新世纪》周刊和《世界画报》（姚蕙为发行人），内容主要是暴露满清政府的腐败，宣传革命，介绍欧美文化和风景。当然，所有这些活动的经费，均由张静江提供。
1906年初，张静江为了筹办杂志，必须前往英屬殖民地新加坡购买中文字模并雇用一名中文排字工人。根据胡汉民的回忆，就在这次航程中，张静江偶遇孙中山，表示他愿意支持革命，如果孙中山有需要，即在电报中以5个字母代表所需经费的数额（如A代表1万法郎，E代表5万法郎）。自1907年起，张静江多次在经济上资助孙中山及同盟会的行动。孙中山曾说过：“自同盟会成立以后，始有向外筹资之举。当时出资最勇而多者，张静江也。倾其巴黎之店所得六七万元，尽以助饷”。孙中山前往巴黎筹款时，经常在张静江寓所开会，而会后就睡在张静江家会客室的地毯上。

### 1912—1927年：革命与清党
辛亥革命以后，张静江从巴黎回国，定居上海，住在公共租界中心西藏路南京路口附近的大庆里，那里早先是祖父张颂贤的盐务总管理处（又称“张恒源老账房”）。
这时，蒋中正刚从日本振武學堂留学回到上海，他通过自己在日本留学时的同学、张静江的族侄张秉三介绍（蒋中正父亲是张秉三家在奉化的盐栈经理），结识了张静江的堂侄张乃骅（张石铭的四公子），再由张乃骅引见，介绍给张静江。后来张静江又把蒋中正介绍给孙中山。1913年，蒋中正参加二次革命讨袁失败，遭到松沪镇守使郑汝成通缉，逃往日本。次年蒋中正再度准备在上海发动讨袁的军事行动时，设在小沙渡路（今西康路）的司令部遭到袭击，行动失败，蒋中正在张静江家中避难，昼伏夜出。蒋中正加入中华革命党时，张为监誓人。
1916年5月，陈其美遭袁世凯暗杀，蒋中正失去依靠，很快，他与张静江（两人年龄相差10岁）、许崇智（日本陆军士官学校留学生，老同盟会会员，曾任孙中山大元帅府参军长，是广东籍的一个握有兵权的实力派）三人结拜金兰。他加入张静江等在上海证券交易所的“恒泰记”，做股票生意，就在这段时间。
张静江是国民党重要人物，被称为“国民党四大元老”之一。曾任中国国民党中央执行委员会主席。先后任职中央执行委员，中央监察委员。1925年孙中山在北京病重，张静江北上探视，因此他成为孙中山病危时签署遗嘱的在场证明人之一。3月12日，孙中山去世，张静江则为12位丧事筹备委员之一。此后，他又参与南京中山陵的建造，直到1929年奉安大典全部完成。
孙中山去世后，一段时期内张静江成为扶持蒋中正掌控权力的重要支柱。1925年6月，蒋中正掌握了两广军政大权，立刻电促张静江去广州臂助。1925年7月1日，广州国民政府成立，张静江列为16名委员之一。
1926年5月，在国民党二届二中全会上，张静江当选国民党中央执行委员会常务委员会主席，成为中国国民党第二任正式领导人。1926年7月6日，张静江以足疾为由，辞去中央执行委员会常务委员会主席，改由蒋中正继任，但由于蒋作为军事领袖将要指挥北伐，因而主席职位仍由张静江代理。张静江又以党国元老提名蒋中正担任国民革命军总司令，7月9日在广州誓师北伐。北伐军攻克南昌后，蒋中正邀请张静江到南昌商谈，此后张静江即前往上海，在商界展开活动，为蒋中正控制富裕的长江三角洲、建都南京，从而大体上统一中国创造了条件。
1927年3月24日，南京事件发生。3月28日，张静江和吴敬恒、蔡元培、李石曾等国民党中央监察委员在上海提出护党救国案。4月2日，正式议决清除国民党内的中共分子，4月12日清党之役在上海开始。此后，张静江担任浙江省政府主席，主持浙江省政务及清党工作。1927年8月蒋中正下野，张静江也离开省长职位；1928年蒋中正复职并出任国民政府主席，张静江又再度兼任浙江省政府主席。
张静江回上海定居后，迎娶了续弦夫人朱逸民。朱逸民在蔡元培创办的上海爱国女子中学读书时有一位比她小5岁的同学陈洁如（1905年—1971年），经常到西藏路大庆里的张家做客。1919年，蒋中正在上海张静江家中结识陳潔如，此后对她展开热烈追求，陈洁如的母亲发现蒋介石已有妻妾，而且在上海并无正当的职业与住所，拒绝了蒋的求婚。于是蒋介石通过朱逸民和张静江夫妇与陈母沟通，表示陈洁如将是蒋‘独一无二的合法妻子’，使蒋中正与陈洁如得以在1921年12月5日在上海永安公司大楼里的大东旅社举行婚礼，张静江则是证婚人。1927年，蒋中正准备與宋美齡（1897年—2003年）結婚前，又通过张静江夫妇出面，安排陳潔如“暂时离开中国5年”，待北伐成功，仍然恢复婚姻关系。1927年8月，陈洁如离开上海前往美国，陪同前往的是张静江的长女张蕊英和五女张菁英
。后来蒋中正显然无意实现对陈洁如的许诺，而张静江与蒋中正的关系也冷淡了下来。

### 1928—1938年：十年建设
张静江在任职浙江省主席的2年内，主持修筑了杭州电厂、杭江铁路、杭长公路、杭平公路、杭徽公路。杭江铁路的修筑在1930年代引起了巨大的轰动效应。此前中国的铁路绝大部分都是在清朝的最后十年中，靠外国贷款得以建成。由中国资本修筑的铁路则困难重重，迁延多年无法完成，如粤汉铁路的工期长达20余年。杭江铁路长达200多千米，完全由中国资本在数年内修筑完成，推动了1930年代中国铁路修筑的又一次高潮。为纪念其贡献，杭江铁路钱塘江以南的第一个车站便以其名命名为静江站（现钱塘江站）。
1929年，张静江在杭州成功举办了西湖博览会，促进了杭州的城市建设和旅游业的发展。不过到1930年11月，张静江与蒋中正矛盾激化，辞去浙江省政府主席职务。
1936年，与蔡元培、陶玄、李石曾等人在上海创办世界学校，实行教育救国和科学救国，把学生从小培养成出国留学及有用的人才。
南京国民政府成立以后，张静江等一批元老竭力主张按孙中山遗嘱，转入建设时期。1928年2月，国民党中央政治会议作出决议，成立直属国民政府的建设委员会，张静江被推任委员长。张静江在建设委员会存在的十年间（1928年—1938年），主持多项基础设施的建设，仅花费公款十余万元，而为国家创造了五千万余元的财产。
张静江主持建设基础设施，是从电力工业开始。首先在南京江边的下关建造了首都电厂，推动了南京的首都建设。随后将原有私营的震华和耀明电灯公司组合扩建为发电量6400千瓦的戚墅堰电厂，为无锡、常州2地的工业区的长期发展提供电力支持。最后筹备在无锡和苏州交界的望亭建设一座10万千瓦火力的发电所，供应整个长江三角洲工业化与城市化的需要。1937年春天，望亭新厂的厂基二百余亩已经买好，由常州西通丹阳的三万三千伏的高压输电线路也已完成。只是由于同年8月13日中日淞沪会战爆发，一切计划均成泡影。
张静江主持建设的第二项基础设施是通讯业。建设委员会负责管理全国已设电台，并筹建全国无线电台，创建真如国际电台。
此后，张静江着手解决能源问题，接办长兴煤矿和馒头山煤矿，创办淮南煤矿公司等。还兼顾了交通运输的建设，创办了江南汽车公司，江南铁路和淮南铁路，促进交通运输的发展。
1928年到1937年，在南京国民政府统治时期，中国的经济发展到了近代以來的最高水平，被稱為「黃金十年」。

### 流寓海外
1937年抗日战争爆发，张静江全家先撤退到汉口，但到1938年，没有随政府西迁重庆，而是经香港转赴瑞士养病。翌年又经法国巴黎到美国纽约定居。
张静江晚年笃信佛教。1936年8月，他拜访印光法师，临走时放声大哭，从此热衷于念经打坐，吃素修行，并在上海成立佛教协会，在莫山建立佛堂。1948年，蔣介石於南京就任總統後，聘張靜江為首批總統府資政。
1950年9月3日，张静江因心力衰竭病逝于美国纽约，享年73岁。安葬在纽约郊外的芬克里夫墓園公墓（孔祥熙、宋子文、宋子良、宋美齡、顾维钧等名人均安葬此处）。

## 家庭
张静江前后两次结婚。共有10个女儿和2个儿子。姚蕙和朱逸民各生了5个女儿，2个儿子均为朱逸民所生。
- 长女张蕊英Therese(—1950年)，1930年嫁与川沙富商瞿谷卿之子、美国哥伦比亚大学法律系留学生瞿濂甫(志洁)，后离婚。1950年在上海患急性脑炎去世。
- 次女张芷英Yvonne(—1975年)，就读于纽约哥伦比亚大学，1925年嫁给同乡、麻省理工学院毕业生周君梅（名周延鼎，曾任江南铁路公司总经理）。
- 三女张芸英Suzanne(—1998年)，钢琴家，嫁给导演陈寿荫，1946年离婚，并移居北京，1955年进入中央人民广播电台国际部工作，1998年去世。
- 四女张荔英Georgette(1906年—1993年)，画家，1930年在巴黎嫁给武汉国民政府前外交部长陈友仁，1954年定居新加坡，在新加坡南洋美术学院任教。
- 五女张菁(倩)英Helen[13](1910年—2005年)，1934年曾參加芝加哥百年進步展覽會駕機表演的女飛行家，服装设计师，曾於1941年紐約援華盛會中幫旅美女星黃柳霜設計表演晚裝，獲得好評。1945年以后嫁给国民政府卫生部长林可胜，并在上海开设锦霓服装社，1949年后移居美国，2005年去世。

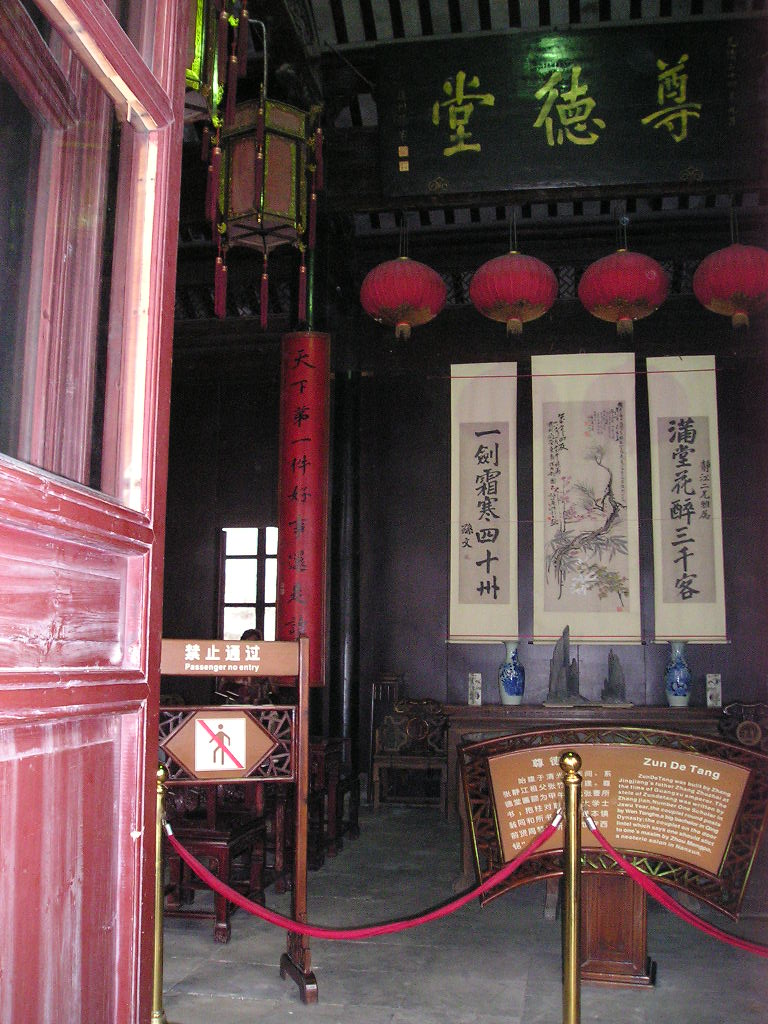
南浔张静江故居正厅

- 六女张乃琪
- 长子张乃昌，美国航天工业系统的高级机械师
- 七女张乃恒
- 八女张乃理
- 九女张乃琛
- 十女张乃珣
- 次子张乃荣

## 相關圖片

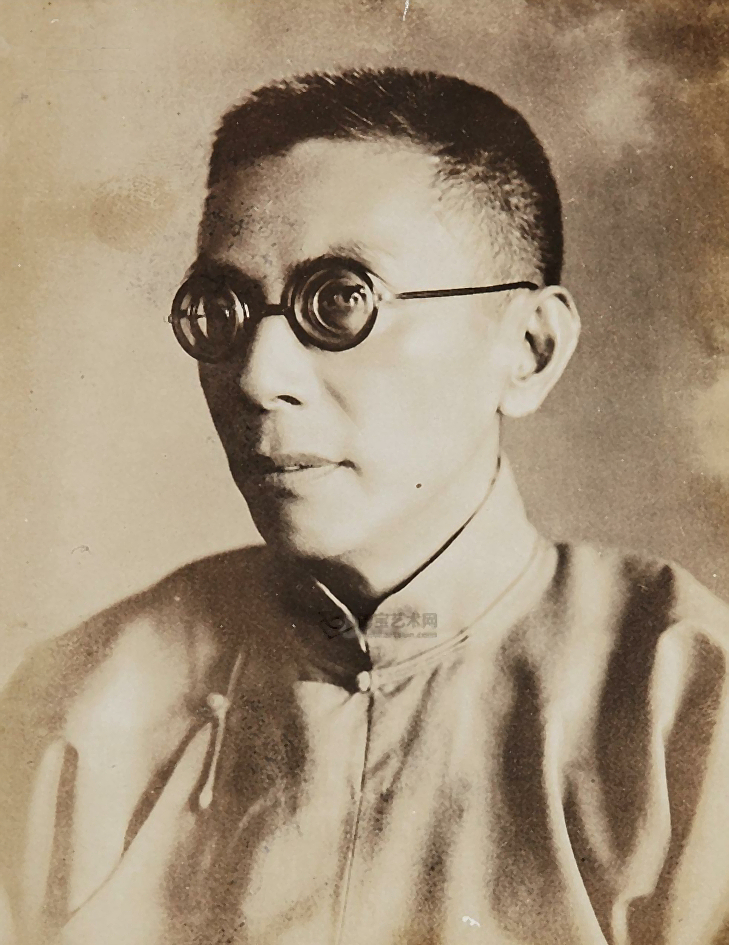
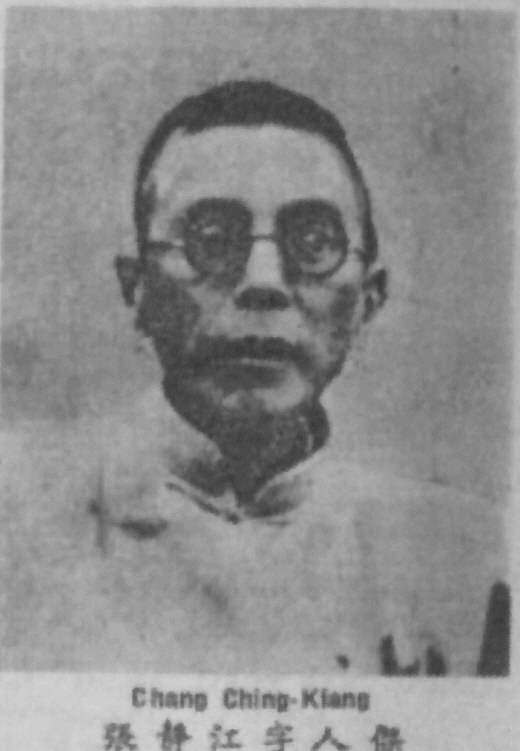
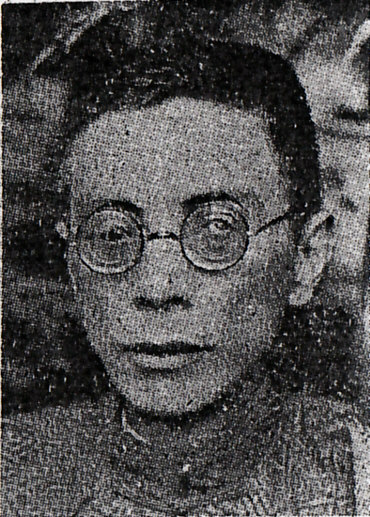
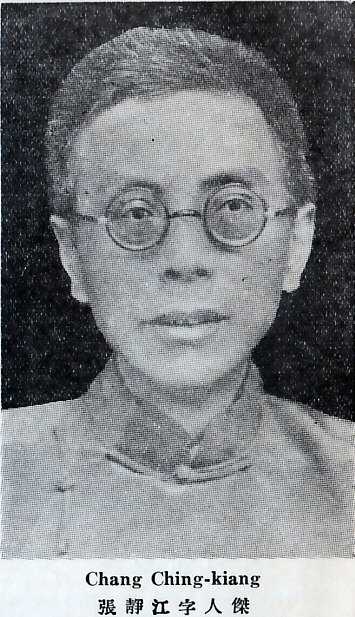
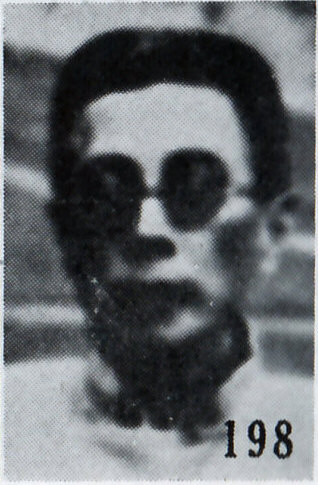
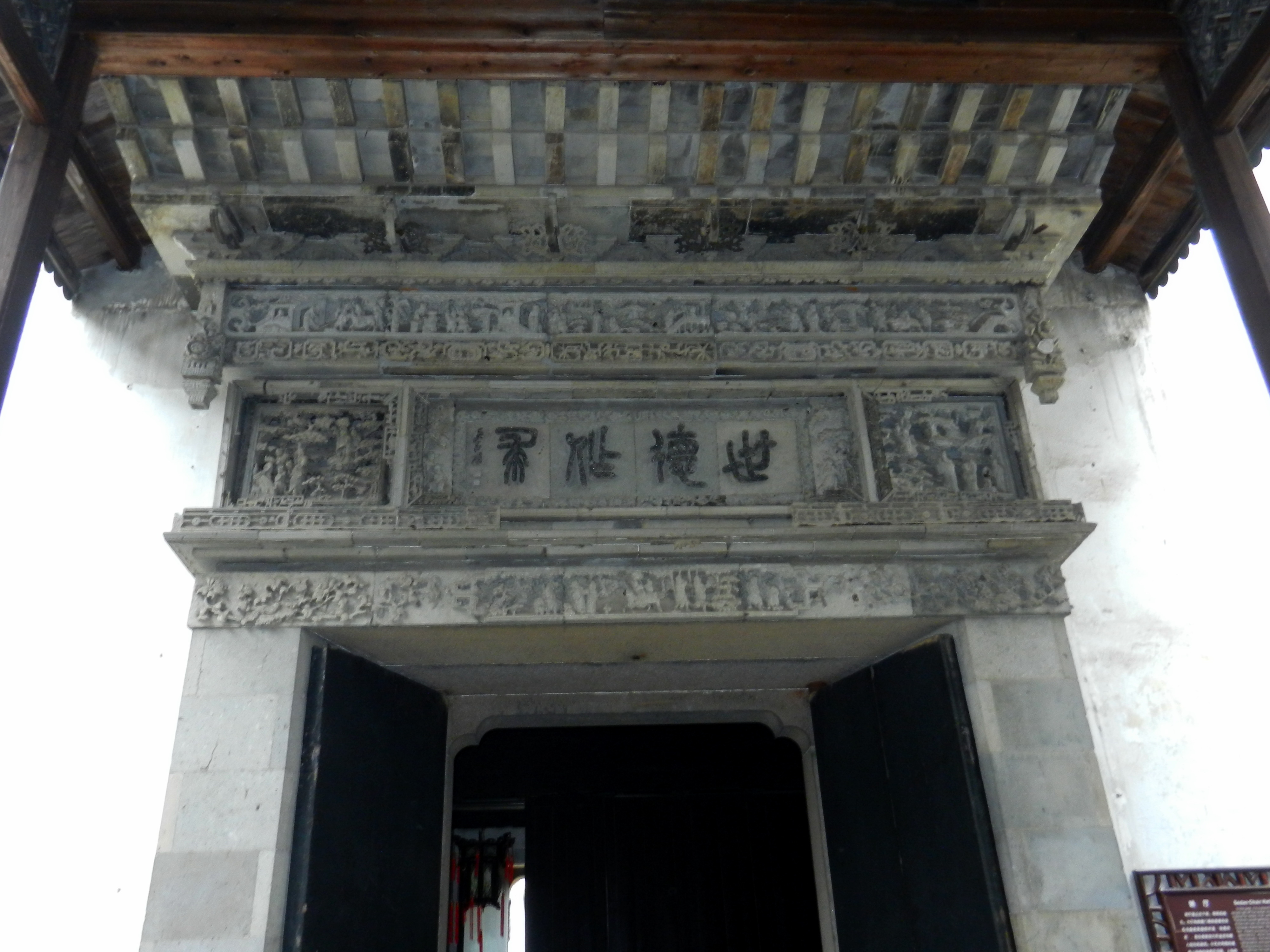
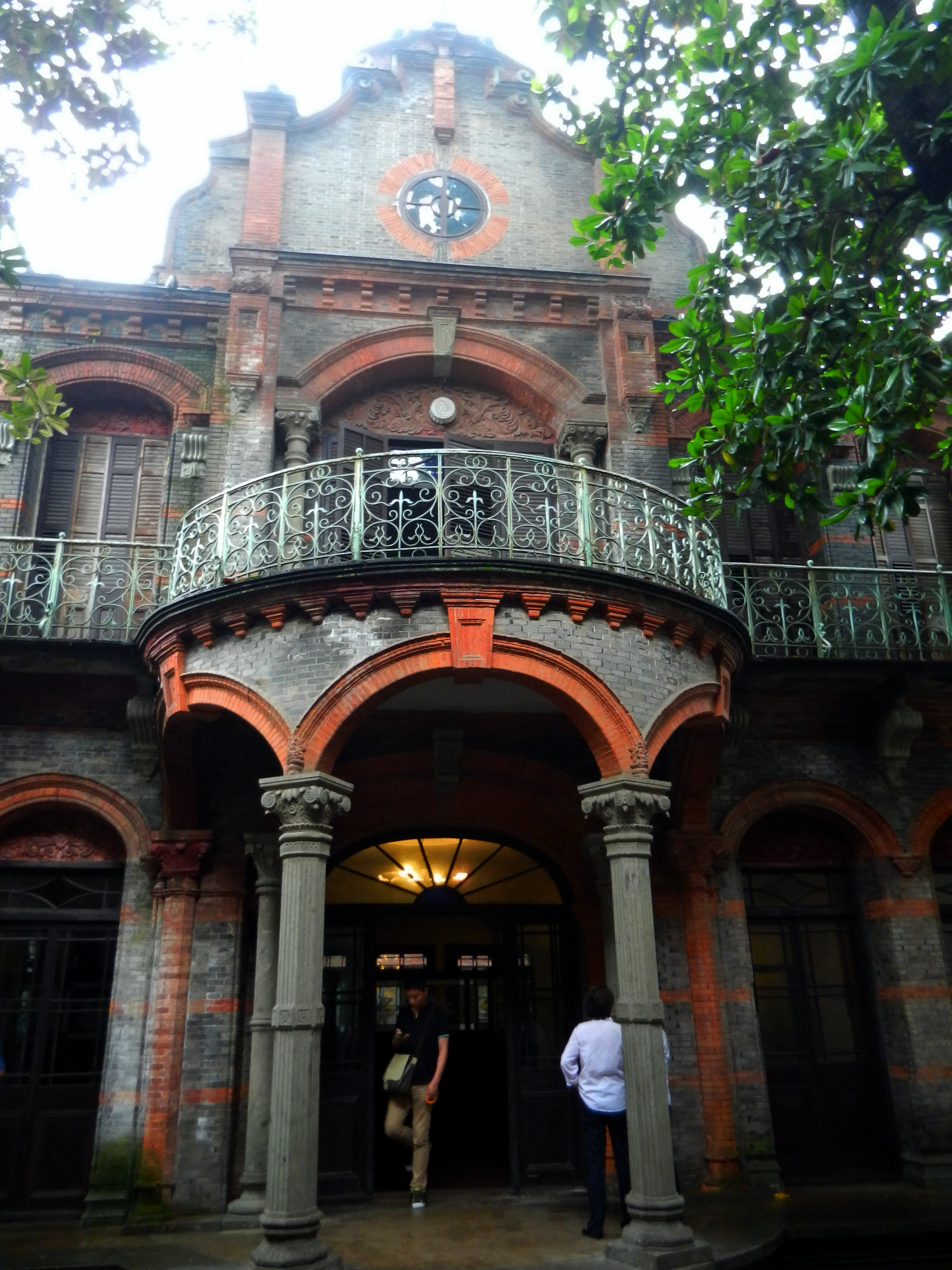

## 故居
- 浙江湖州南浔东大街南浔张静江故居（尊德堂）
- 杭州葛岭张静江故居（静逸别墅）
- 上海思南路张静江故居